# Ritacuba Blanco
Ritacuba Blanco é um pico da Cordilheira dos Andes localizado na Colômbia, com 5410 m de altitude.
É o ponto mais alto da Cordilheira Oriental, nos Andes Colombianos, e um dos 18 picos da Sierra Nevada del Cocuy. É o quarto pico mais alto da Colômbia depois dos picos da Sierra Nevada de Santa Marta e do Nevado del Huila. Acede-se ao cume a partir da rota oeste nos municípios de El Cocuy, Güicán e pela vereda de Las Cabañas. A escalada é geralmente fácil, embora as condições geográficas não sejam as melhores, e tem de se atravessar um glaciar, onde por causas deteriorantes relacionadas ao aquecimento global, essas neves poderão deixar de serem eternas e desaparecerem em meados de 2025.